# مجلس جامعة الدول العربية الاقتصادي والاجتماعي
مجلس جامعة الدول العربية الاقتصادي والاجتماعي هي منظمة تعنى بالتكامل الاقتصادي فري دول جامعة الدول العربية.